# 53093 La Orotava
53093 La Orotava este un asteroid din centura principală de asteroizi.

## Descriere
53093 La Orotava este un asteroid din centura principală de asteroizi. A fost descoperit pe 28 decembrie 1998 la Observatorul Kleť de Jana Tichá și Miloš Tichý. Asteroidul prezintă o orbită caracterizată de o semiaxă mare de 2,18 ua, o excentricitate de 0,11 și o înclinație de 1,2° în raport cu ecliptica.